# Hydroxid francný
Hydroxid francný je hypotetická anorganická sloučenina se vzorcem FrOH.
Předpokládá se, že by jej bylo možné připravit reakcí kovového francia s vodou:
2 Fr + 2 H2O → 2 FrOH + H2
Reakce může probíhat výbušně, protože se předpokládá, že je, jako i u ostatních alkalických kovů, silně exotermní, a tak může vytvářet horkou vodní páru a značně hořlavý plynný vodík; dosud však nebylo připraveno viditelné množství francia.
Hydroxid francný by měl být silnější zásadou než hydroxid cesný.